# Manjaro
Manjaro е безплатна GNU/Linux дистрибуция с отворен код, която се основава на Arch Linux. Manjaro набляга на простотата, операционната система е проектирана така, че да разкрие пълния си потенциал веднага след инсталацията. Това се постига благодарение на десетките предварително инсталирани софтуерни приложения, като не е необходимо потребителят да ги търси и инсталира ръчно.

## Разновидности
Manjaro има няколко разновидности, които работят с различен потребителски интерфейс:
- Manjaro Xfce – използва тъмният режим на Manjaro и графичната среда Xfce
- Manjaro KDE – използва тъмният режим на Manjaro, темата Plasma Theme и последната версия на KDE
- Manjaro GNOME – използва друга Manjaro тема и графичната среда GNOME

Съществуват и други, но те не са пуснати от официалния разработчик, а са проектирани от доброволци.
Операционната система разполага както с команден инсталатор, така и с графичен такъв.
В Manjaro е вграден инструмент за прилагане на различни настройки относно графичния потребителски интерфейс, драйверите и ядрото.

## История
Операционната система е пусната на 10 юли 2011. През 2013 тя все още е била в бета-версия, но основните функции вече са били налични – графичен инсталатор, пакетна система и други.
Днес Manjaro е една от най-известните GNU/Linux дистрибуции.